# Tung Chau Man
Tung Chau Man (chinesisch 董超曼; * 14. Oktober 1972) ist eine Badmintonspielerin aus Hongkong. 

## Karriere
Tung Chau Man wurde 1993 Dritte bei den Commonwealth Games im Teamwettbewerb. 1996 und 1997 siegte sie bei den New Zealand Open. 1998 nahm sie an der Endrunde des Uber Cups teil.

## Sportliche Erfolge
| Saison | Veranstaltung                          | Disziplin   | Platz | Name                          |
| ------ | -------------------------------------- | ----------- | ----- | ----------------------------- |
| 1993   | Hong Kong Open                         | Damendoppel | 5     | Tung Chau Man / Ngan Fai      |
| 1994   | Commonwealth Games                     | Team        | 3     | Hongkong                      |
| 1996   | New Zealand Open                       | Mixed       | 1     | Tam Kai Chuen / Tung Chau Man |
| 1997   | New Zealand Open                       | Mixed       | 1     | Ma Che Kong / Tung Chau Man   |
| 1997   | Indien: Internationale Meisterschaften | Mixed       | 5     | Ma Che Kong / Tung Chau Man   |
| 1997   | Indien: Internationale Meisterschaften | Damendoppel | 5     | Tung Chau Man / Ng Ching      |